# Ted Gioia
Ted Gioia (Palo Alto, 1957) è un critico musicale, pianista e compositore statunitense.
È uno dei fondatori del programma di studi sul jazz della Stanford University.
Cresciuto in una famiglia italo-messicana a Hawthorne, in California, ha conseguito lauree presso la Stanford University e la Oxford University, e un MBA presso la Stanford Graduate School of Business. 
Gioia è anche proprietario di una delle più grandi raccolte di materiali di ricerca sul jazz e sulla musica etnica negli Stati Uniti occidentali.

## Saggi
- The History of Jazz, Oxford University Press, Oxford University Press, 1997-2021
- The Jazz Standards: A Guide to the Repertoire,  Oxford University Press,  2012
- How to Listen to Jazz, Basic Books, 2016
- Music: A Subversive History, Basic Books, 2019